# Lasiocarpus
Lasiocarpus es un género con cinco especies de plantas con flores  perteneciente a la familia Malpighiaceae. Es originario de Centroamérica. El género fue descrito por Frederick Michael Liebmann  y publicado en Videnskabelige Meddelelser fra Dansk Naturhistorisk Forening i Kjøbenhavn  1853(3-4): 90, 91, en el año 1854.  La especie tipo es Lasiocarpus salicifolius Liebm.

## Especies
- Lasiocarpus ferrugineus Gentry
- Lasiocarpus multiflorus Nied.
- Lasiocarpus ovalifolius 	Nied.
- Lasiocarpus salicifolius Liebm.
- Lasiocarpus triflorus Oerst.